# Leonard Roberts

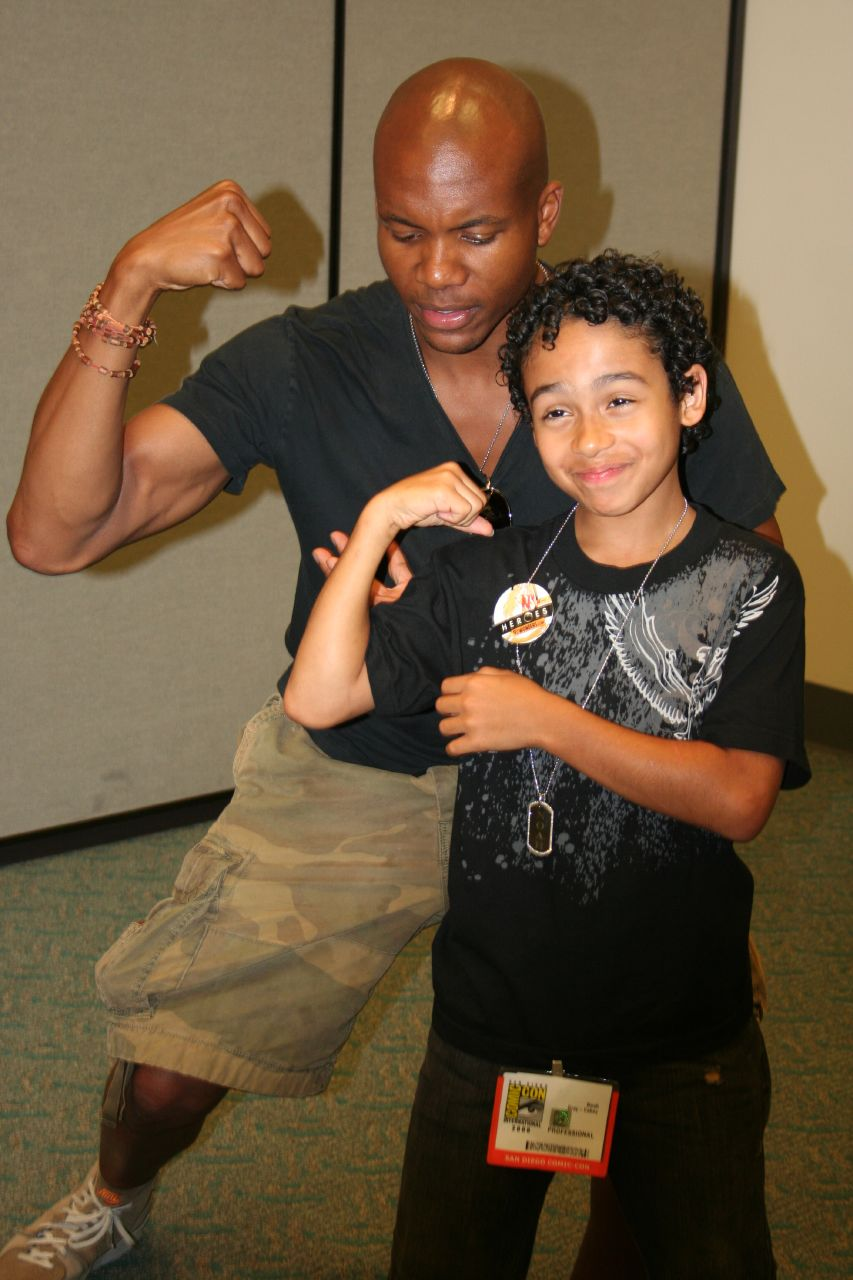
Leonard Roberts mit Noah Gray-Cabey (2006)

Leonard Roberts (* 17. November 1972 in St. Louis, Missouri) ist ein US-amerikanischer Schauspieler.

## Leben
Roberts wurde am 17. November 1972 in St. Louis (Missouri) geboren
Im Jahr 1995 schloss er seine Schauspielausbildung an der DePaul University ab.
Im Film Joe & Max (2002) von Regisseur Steve James verkörperte er den Boxer Joe Louis in seinen Kämpfen gegen Max Schmeling, der von Til Schweiger dargestellt wurde. In der NBC-Fernsehserie Heroes spielte er von 2006 bis 2007 D.L. Hawkins, einen unschuldig Inhaftierten, der feste Oberflächen und Gegenstände durchdringen sowie seinen Körper durchlässig machen kann. Für diese Serie gewann Roberts 2007 bei den TV Land Awards gemeinsam mit anderen Darstellern den Future Classic Award.

## Filmografie (Auswahl)

### Filme
- 1997: Love Jones
- 1997: Harlem, N.Y.C. – Der Preis der Macht (Hoodlum)
- 1998: Spiel des Lebens (He Got Game)
- 2002: Joe & Max (Joe and Max)
- 2002: Drumline
- 2009: Red Sands
- 2011: Pizza Man
- 2012: Savages
- 2014: American Sniper
- 2016: Love Is All You Need?

### Fernsehserien
- 1999: Turks
- 1999–2000: Buffy – Im Bann der Dämonen (Buffy the Vampire Slayer, 12 Folgen)
- 2001: JAG – Im Auftrag der Ehre (JAG)
- 2002: Providence
- 2004: Navy CIS
- 2005: Bones – Die Knochenjägerin (Bones)
- 2005–2006: Smallville
- 2006–2007: Heroes
- 2010: Criminal Minds
- 2013: The Client List
- 2016: American Crime Story
- 2017–2021: Mom
- 2020: Hawaii Five-0 (Folge 10x21)
- 2020–2022: Charmed
- 2021: All American (1 Folge)
- 2021: All American: Homecoming